# Lijst van Vlaamse ministers van Energie
Dit is een lijst van ministers van Energie in de Vlaamse regering. 
De bevoegdheid 'Energie' is een deels geregionaliseerde bevoegdheid. Hierdoor is er anno 2024 zowel een Vlaamse als Belgische minister van Energie.

## Lijst
| Nr.                                | Minister | Minister                     | Partij | Partij   | Begin             | Einde             | Regering(en)              |
| ---------------------------------- | -------- | ---------------------------- | ------ | -------- | ----------------- | ----------------- | ------------------------- |
| 1                                  |          | Norbert De Batselier (1947)  |        | SP       | 18 oktober 1988   | 21 januari 1992   | Geens IV                  |
| 2                                  |          | Luc Van den Brande (1945)    |        | CVP      | 21 januari 1992   | 20 juni 1995      | Van den Brande I, II, III |
| vacant (20 juni 1995-13 juli 1999) |          |                              |        |          |                   |                   |                           |
| 3                                  |          | Steve Stevaert (1954-2015)   |        | SP       | 13 juli 1999      | 18 maart 2003     | Dewael                    |
| 4                                  |          | Gilbert Bossuyt (1947-2023)  |        | SP       | 18 maart 2003     | 20 juli 2004      | Dewael, Somers            |
| 5                                  |          | Kris Peeters (1962)          |        | CD&V     | 20 juli 2004      | 27 juni 2007      | Leterme                   |
| 6                                  |          | Hilde Crevits (1967)         |        | CD&V     | 28 juni 2007      | 13 juli 2009      | Peeters I                 |
| 7                                  |          | Freya Van den Bossche (1975) |        | sp.a     | 13 juli 2009      | 25 juli 2014      | Peeters II                |
| 8                                  |          | Annemie Turtelboom (1967)    |        | Open Vld | 25 juli 2014      | 29 april 2016     | Bourgeois                 |
| 9                                  |          | Bart Tommelein (1962)        |        | Open Vld | 4 mei 2016        | 31 december 2018  | Bourgeois                 |
| 10                                 |          | Lydia Peeters (1969)         |        | Open Vld | 9 januari 2019    | 2 oktober 2019    | Bourgeois, Homans         |
| 11                                 |          | Zuhal Demir (1980)           |        | N-VA     | 2 oktober 2019    | 30 september 2024 | Jambon                    |
| 12                                 |          | Melissa Depraetere (1992)    |        | Vooruit  | 30 september 2024 | heden             | Diependaele               |